# Майреник
Майреник (арм. Մայրենիք, от слова «майр» (մայր), т.е. «мать») — вид собственности, распространённый в Армении в эпоху раннего феодализма. Эта собственность есть имущественное право, носителем которого является женщина. Объектом собственности майреник, как правило, считалось недвижимое имущество. Оно, как правило, передавалось от матери сыновьям и дочерям. Данное правовое явление было известно ещё в шумерской правовой культуре, которое затем через обычное право проникло на Армянское нагорье и вошло в армянское право. Мовсес Хоренаци пишет, что «сын Тиграна II Артавазд в долю своим братьям и сёстрам выделяет часть областей царства». 
Женщина в Армении являлась самостоятельным субъектом права собственности. Она не только владела и пользовалась принадлежавшей ей недвижимой и движимой собственностью, но и различным правовым образом распоряжалась ею. По мнению Армена Айкянца, право собственности майреник в Армении эпохи раннего феодализма является значительным фактом, характеризующим объём гражданской дееспособности женщины, её личное и имущественно-правовое положение в семье и обществе. При существовании такой собственности можно смело утверждать, что в эпоху раннего феодализма личные и имущественные права женщин, принадлежавших к классу феодалов, были довольно широкими. А это, несомненно, свидетельствует о наличии в общественной жизни достаточно либеральных, а в правовой жизни — частно-правовых ценностей.